# علف‌انبانی کنارگل
علف‌انبانی کنارگل (نام علمی: Utricularia lateriflora)، یا گیاه‌مثانه کوچک، یک گیاه گوشت‌خوار چندساله کوچک تا متوسط است که متعلق به سرده علف‌انبانی است. علف‌انبانی کنارگل بومی استرالیا است و در نیو ساوت ولز، کوئینزلند، استرالیای جنوبی، تاسمانی و ویکتوریا یافت می‌شود. به‌عنوان یک گیاه خشکی‌زی در خاک‌های شنی یا پوده‌ای در خلنگزارها در ارتفاعات پایین‌تر می‌روید. این در ابتدا توسط رابرت براون در سال ۱۸۱۰ توصیف و منتشر شد.